# كوامي كوانساه
كوامي كوانساه (بالإنجليزية: Kwame Quansah)‏ (24 نوفمبر 1982 بتيما في غانا - ) هو لاعب كرة قدم غاني في مركز الوسط. شارك مع منتخب غانا لكرة القدم. أما مع النوادي، فقد لعب مع أشانتي كوتوكو وأياكس أمستردام وأيك سولنا وبيرسخوت إيه سي وهيراكليس ألميلو.

## روابط خارجية
- كوامي كوانساه على موقع قاعدة بيانات كرة القدم.إي يو (الإنجليزية)
- كوامي كوانساه على موقع ناشيونال فوتبول تيمز (الإنجليزية)
- كوامي كوانساه على موقع Soccerway.com (الإنجليزية)